# Дворец изящных искусств (Лилль)
Дворец изящных искусств в Лилле (фр. Palais des beaux-arts de Lille) — один из самых крупных и известных музеев Франции, крупнейший за пределами французской столицы.

## Основание
Инициатива по созданию музея была выдвинута ещё в 1792 году. Художники Луи Жозеф Ватто и его сын Франсуа Ватто, известные как лилльские Ватто, принимали активное участие в создании музея. Декреты революционного правительства о конфискации имущества дворянских родов, покинувших страну во время французской революции, способствовали пополнению музейного фонда. Луи Жозеф Ватто в 1795 году сделал опись произведений, конфискованных во время революции, а Франсуа Ватто был заместителем куратора музея с 1808 по 1823 год.
Музей основан в 1809 году по приказу Наполеона как часть кампании по популяризации искусства: декретом Шапталя 1801 года было выбрано 15 французских городов, среди них Лилль, для организации музеев, куда будут переданы коллекции произведений искусства из церквей и с захваченных территорий. Также музей получил право на получение произведений искусства из Лувра и Версаля. Кроме того, собрание музея существенно расширилось благодаря многочисленным дарителям и меценатам. В 1866 году коллекция «Музея Викара», собранная Жан-Батистом Викаром, пополнила фонд Дворца изящных искусств.

## Здание
Вначале музей располагался в церкви, конфискованной у реколлектов, французской ветви ордена францисканцев. Строительство нынешнего здания в стиле Прекрасной эпохи началось в 1885 году под руководством Жери Легранда, мэра Лилля, и завершилось в 1892 году. Архитекторами проекта нового здания были Эдуард Берар (1843—1912) и Фернан Этьен-Шарль Дельмас (1852—1933). Здание расположено на площади Республики, в центре города, с видом на префектуру Лилля. В 1975 году здание музея было признано историческим памятником. Оно было реконструировано в 1990-х годах и вновь открыто для посетителей в 1997 году.

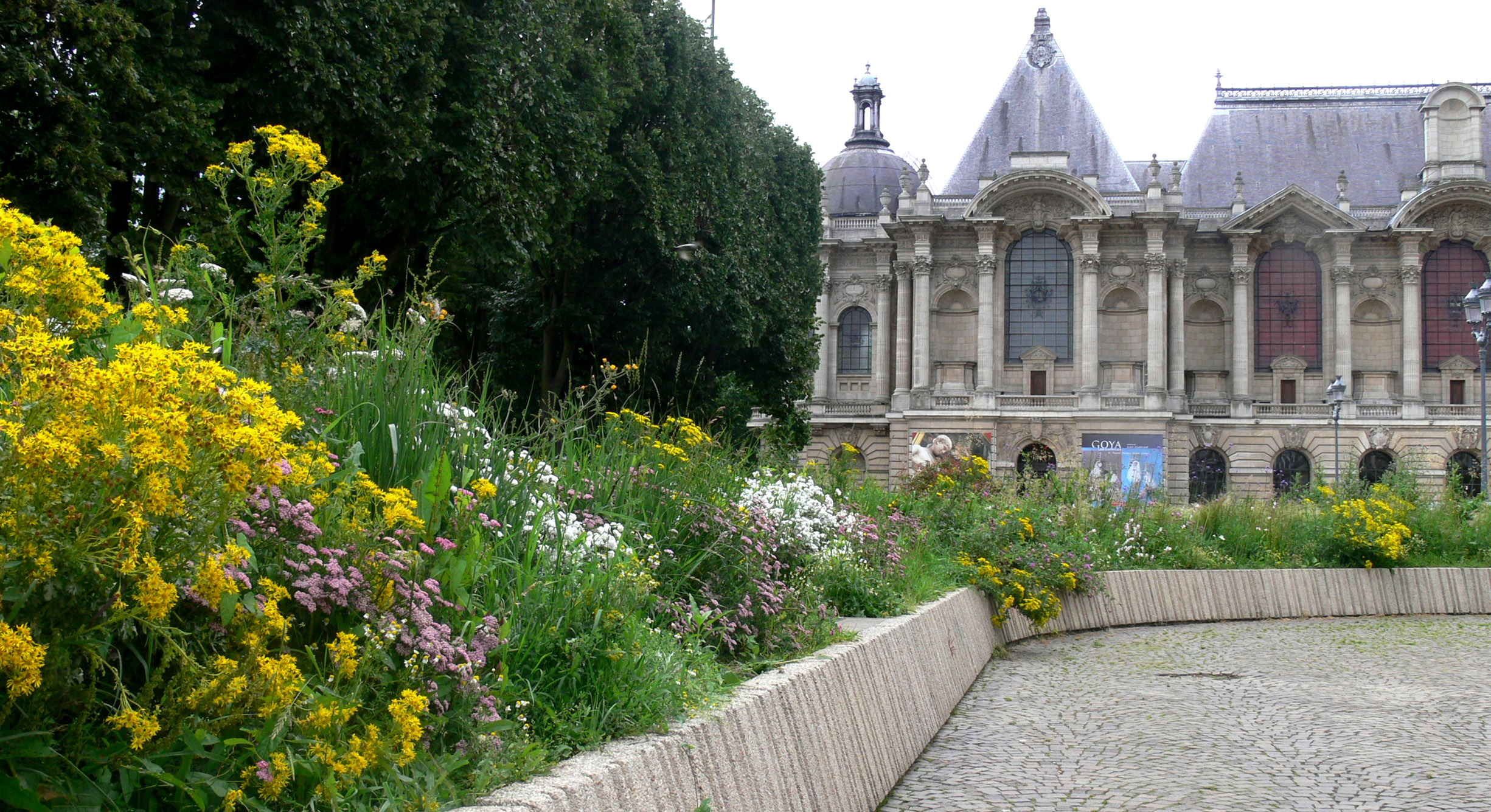
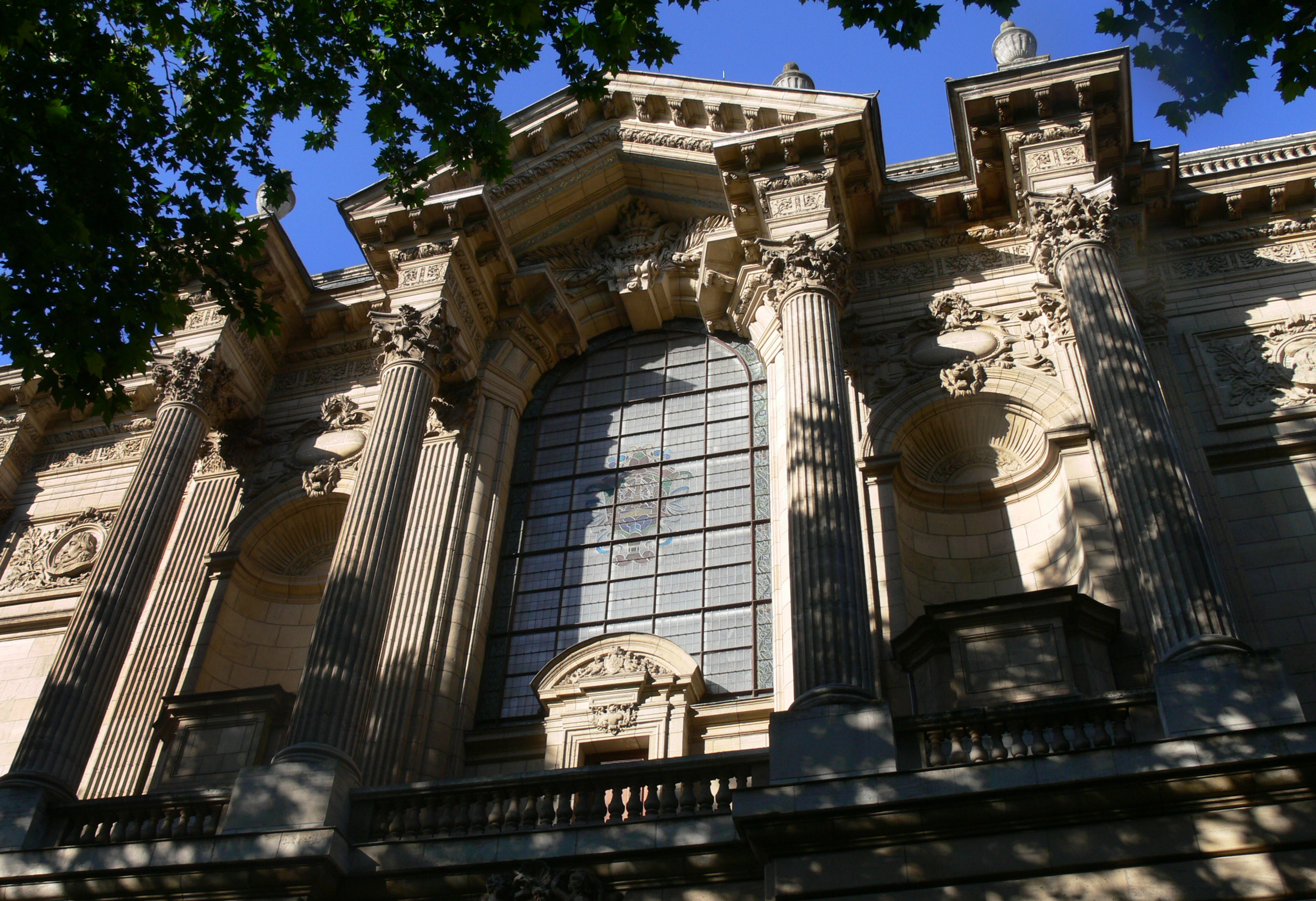
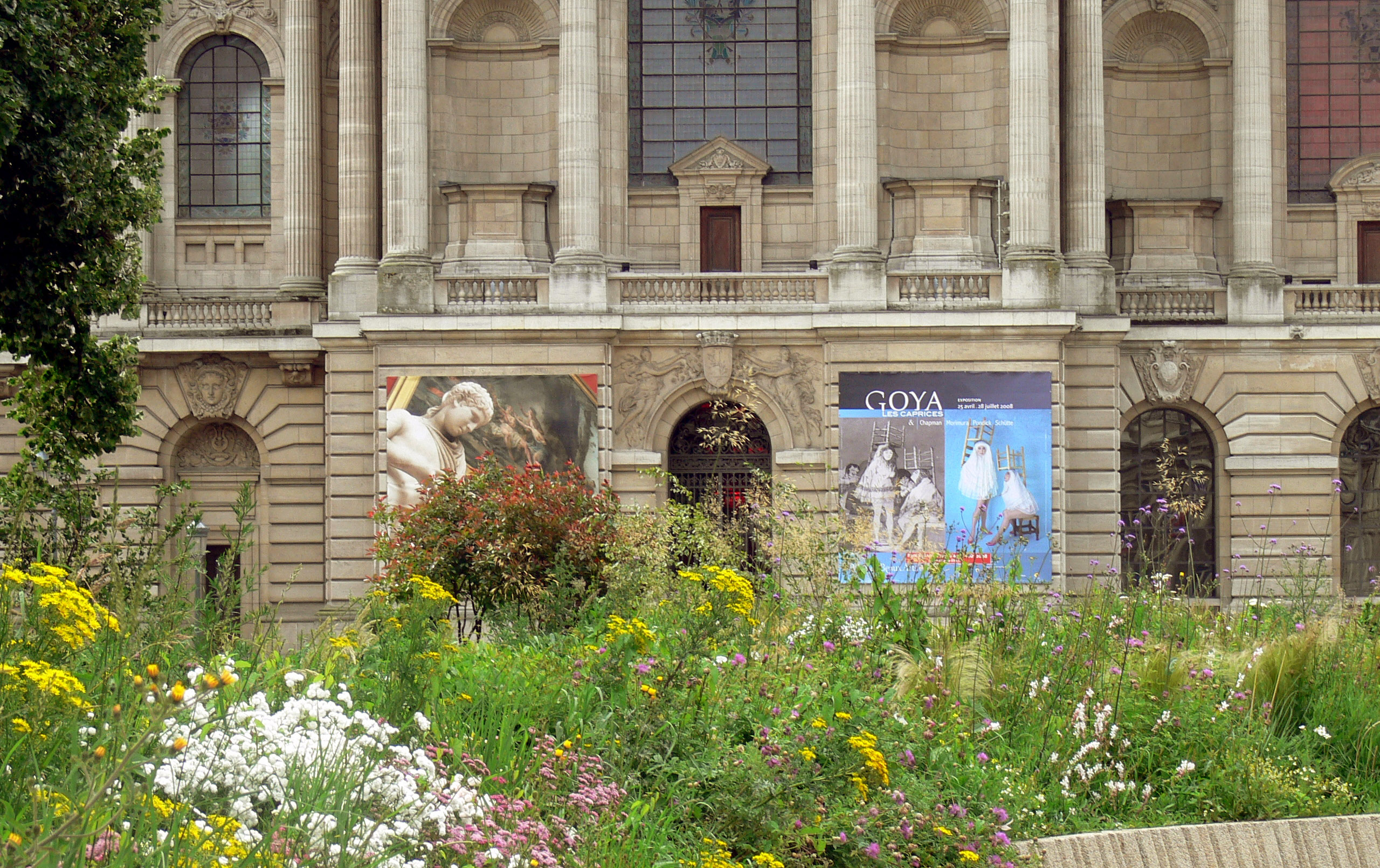
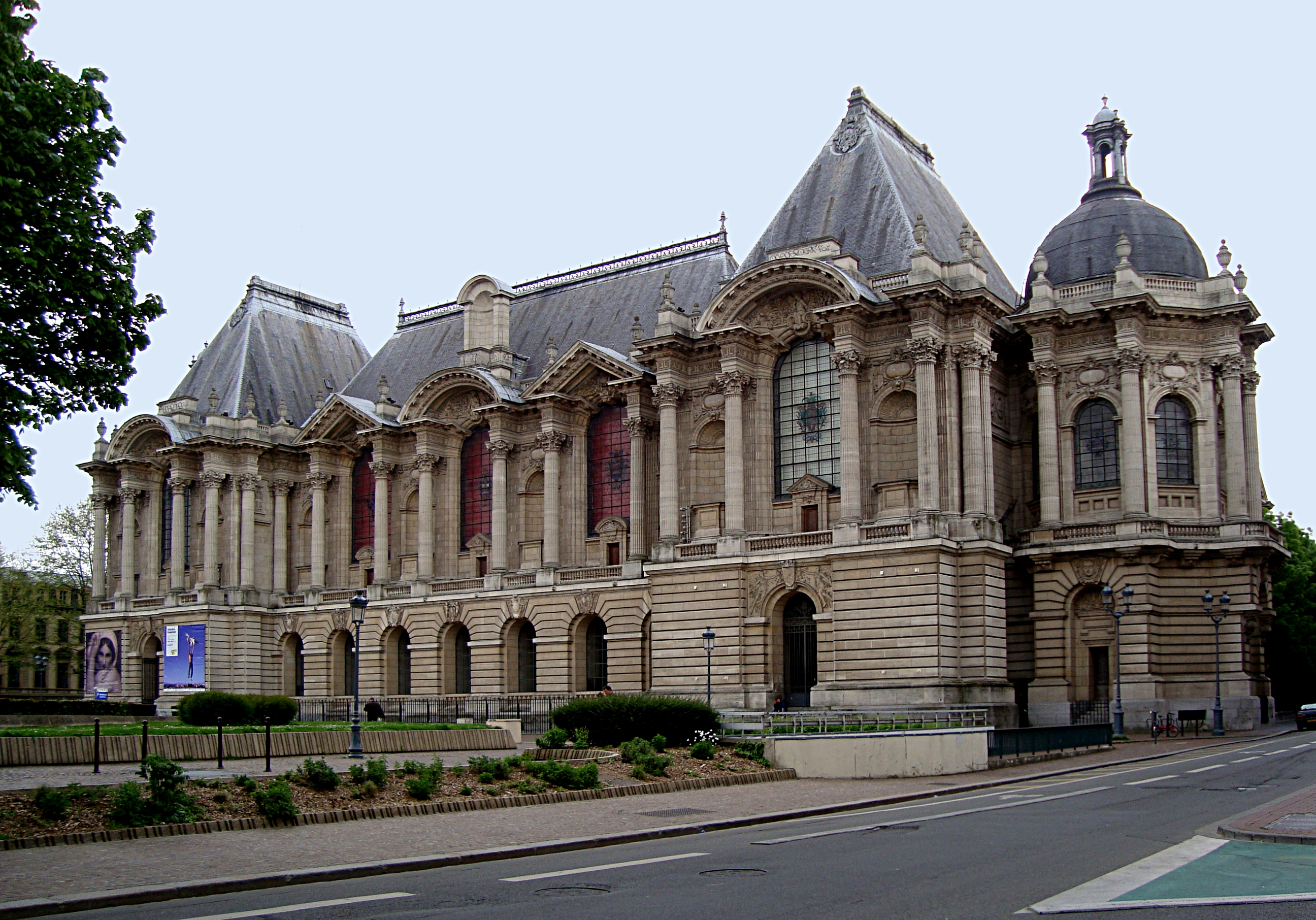

## Собрание
Музей включает в себя следующие отделы: античности, средневековья и Ренессанса, живописи XVI—XX веков, скульптуры, керамики, макетов, графики и нумизматики. Коллекция живописи насчитывает около 650 полотен, принадлежащих художникам фламандской, нидерландской, итальянской, испанской и французской школ. Особенно широко представлена французская живопись, в том числе произведения Делакруа, Давида, Жерико, Коро, Курбе, Пюви де Шаванна. В отделе скульптуры также преобладают работы французских мастеров XIX столетия. Особую ценность представляет обширная коллекция графики, насчитывающая около 4000 листов.